# Home Before Dark
Home Before Dark is een Amerikaanse dramafilm uit 1958 onder regie van Mervyn LeRoy.

## Verhaal
Charlotte Bronn is pas ontslagen uit een psychiatrisch instituut na een zenuwinzinking. Ze keert terug naar haar man Arnold, een academicus. Hij tracht Charlotte weliswaar te helpen, maar hij wordt daarin gedwarsboomd door Charlottes stiefmoeder Inez en haar stiefzus Joan. Charlotte vindt troost bij de Joodse hoogleraar Jake Diamond. Er ontstaat al gauw een affaire.

## Rolverdeling
| Acteur              | Personage        |
| ------------------- | ---------------- |
| Jean Simmons        | Charlotte Bronn  |
| Dan O'Herlihy       | Arnold Bronn     |
| Rhonda Fleming      | Joan Carlisle    |
| Efrem Zimbalist jr. | Jake Diamond     |
| Mabel Albertson     | Inez Winthrop    |
| Stephen Dunne       | Hamilton Gregory |
| Joan Weldon         | Frances Barrett  |
| Joanna Barnes       | Cathy Bergner    |
| Kathryn Card        | Mattie           |
| Marjorie Bennett    | Hazel Evans      |
| Johnstone White     | Malcolm Southey  |
| Eleanor Audley      | Mevrouw Hathaway |